# Pharo
Pharo — це сучасна, з відкритим вихідним кодом, динамічна мова програмування з можливістю програмувати в режимі реального часу, розробники якої черпали натхнення в Smalltalk, а також середовище розробки. Pharo є похідним від Squeak, яка є реімплементацією класичної Smalltalk-80 системи. Pharo як і Squeak є діалектом Smalltalk. У той час як Squeak був розроблений в основному як платформа для розробки експериментальних освітніх програм, Pharo пропонує гнучку платформу з відкритим вихідним кодом для професійної розробки програмного забезпечення, а також надійну та стабільну основу для наукових досліджень і розробки в галузі динамічних мов і середовищ.

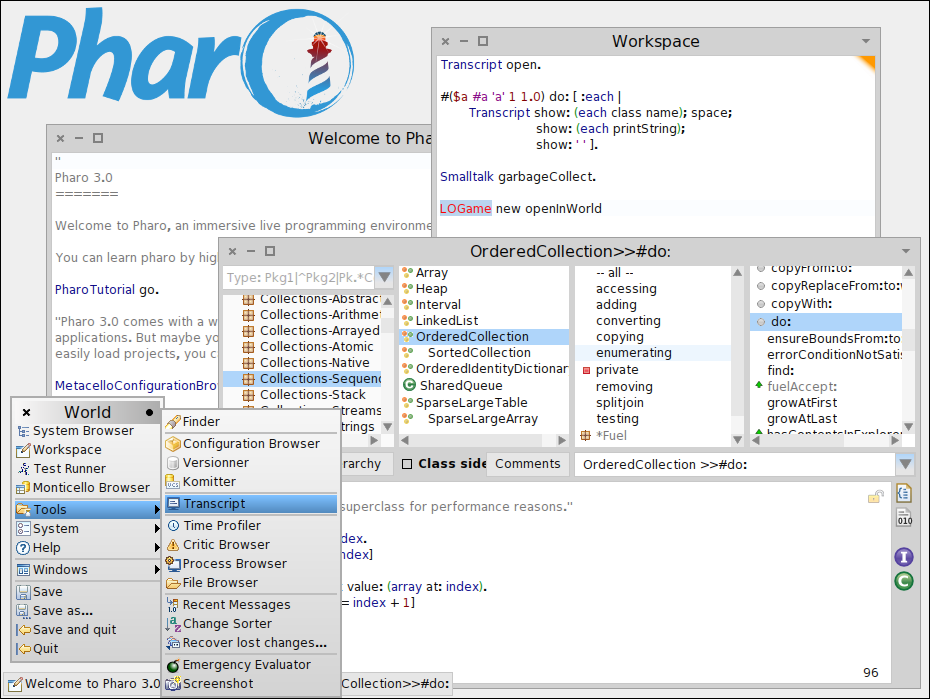
середовище виконання Pharo

Pharo усуває деякі проблеми з ліцензуванням Squeak. На відміну від попередніх версій Squeak, ядро Pharo містить тільки код, який був внесений під ліцензією MIT.
Проект Pharo почався в березні 2008 року як відгалудження Squeak 3.9, і перша 1.0 бета-версія була випущена 31 липня 2009 року. Хоча Pharo продублював багато пакетів зі Squeak, він також включає в себе численні функції, які необов'язкові в Squeak. Наприклад, шрифти TrueType вбудовані в Pharo. Pharo також забезпечує підтримку справжнього замикання блоків. Інтерфейс користувача спрощений та переглянутий. Pharo дуже портативний — навіть його віртуальна машина повністю написана на Smalltalk, що робить його легким для налагодження, аналізу та зміни. Pharo задуманий як засіб для широкого спектра інноваційних проектів від мультимедійних додатків до освітніх платформ на умовах комерційної веброзробки.
В розробку Pharo закладено принцип бути не просто копією минулих реалізацій, а винаходити Smalltalk заново шляхом еволюційних і поступових, не різких чи радикальних, змін, даючи можливість проекспериментувати з важливими новими можливостями, без мети наступного ідеального рішення за один крок. Успіх Pharo залежить від внеску усієї спільноти.